# ادام سیرالسکی
ادام سیرالسکی (انگلیسی: Adam Ciralsky؛ زادهٔ ۲۲ سپتامبر ۱۹۷۱) روزنامه‌نگار اهل ایالات متحده آمریکا است.
وی همچنین برندهٔ جوایزی همچون جایزه پیبادی و جوایز امی شده‌است.